# Elymnias discrepans
Elymnias discrepans är en fjärilsart som beskrevs av William Lucas Distant 1882. Elymnias discrepans ingår i släktet Elymnias och familjen praktfjärilar. Inga underarter finns listade i Catalogue of Life.